# As Live as It Gets
As Live as It Gets är hårdrocksbandet Blazes första livealbum. Albumet spelades in precis innan trummisen Jeff Singer lämnade bandet. Den nuvarande Helloween-trummisen Daniel Löble fick hoppa in och avsluta turnén. Märkbart är att bandet spelade låtar från Blazes tid i Iron Maiden och Wolfsbane, låtar som han själv hade varit med och skrivit.

## Låtlista
Skiva 1
1. "Speed of Light" - 4:58
2. "When Two Worlds Collide" - 6:56 (Iron Maiden-cover)
3. "(Tough As) Steel" - 5:10 (Wolfsbane-cover)
4. "Kill & Destroy" - 4:48
5. "End Dream" - 5:21
6. "Stare at the Sun" - 7:39
7. "Land of the Blind" - 3:53
8. "Silicon Messiah" - 5:29
9. "Dazed and Confused" - 5:43 (Led Zeppelin-cover)

Skiva 2
1. "Virus" - 5:15 (Iron Maiden-cover)
2. "The Brave" - 3:46
3. "Stranger to the Light" - 6:08
4. "Identity" - 5:00
5. "Sign of the Cross" - 10:21 (Iron Maiden-cover)
6. "Futureal" - 3:01 (Iron Maiden-cover)
7. "Ghost in the Machine" - 4:31
8. "Born as a Stranger" - 6:18
9. "Tenth Dimension" - 7:02

## Medlemmar
- Blaze Bayley - sång
- Jeff Singer - trummor
- Rob Naylor - bas
- Steve Wray - gitarr
- John Slater - gitarr